# Lokomotiv Tashkent
O Lokomotiv FK Tashkent é um clube de futebol uzbeque com sede em Tashkent. A equipe compete no Campeonato Uzbeque de Futebol.
O proprietário e principal patrocinador do clube é a estatal Uzbek Railways.

## História
O clube foi fundado em 2002.

## Jogadores

### Elenco Atual
- Atualizado até 22 de Março de 2024[2]

Nota: Bandeiras indicam equipe nacional, conforme definido pelas regras de elegibilidade da FIFA. Os jogadores podem ter mais de uma nacionalidade não-FIFA.
| N.º |                      | Posição | Jogador                    |
| --- | -------------------- | ------- | -------------------------- |
| 1   | Uzbequistão          | G       | Abdumavlon Abdujalilov     |
| 2   | Uzbequistão          | D       | Abdulazizkhon Abdurashidov |
| 3   | Uzbequistão          | D       | Abrorjon Aliev             |
| 4   | Sérvia               | D       | Ivan Rogač                 |
| 5   | Uzbequistão          | D       | Artyom Miftiev             |
| 6   | Uzbequistão          | M       | Sherzodjon Komilov         |
| 7   | Uzbequistão          | A       | Sardor Abdunabiev          |
| 8   | Bósnia e Herzegovina | M       | Damjan Krajišnik           |
| 10  | Montenegro           | A       | Ivan Bulatović             |
| 11  | Uzbequistão          | A       | Izzatilla Abdullaev        |
| 12  | Uzbequistão          | G       | Khusan Mahmudov            |
| 14  | Uzbequistão          | D       | Dilshod Komilov            |
| 15  | Uzbequistão          | A       | Jasur Khakimov             |

| N.º |             | Posição | Jogador                 |
| --- | ----------- | ------- | ----------------------- |
| 16  | Uzbequistão | G       | Danil Baklanov          |
| 17  | Uzbequistão | M       | Sanzhar Tursunov        |
| 19  | Uzbequistão | D       | Maqsudkhuja Alokhujaev  |
| 21  | Uzbequistão | D       | Diyorbek Mamataliev     |
| 22  | Uzbequistão | M       | Mukhammadanas Khasanov  |
| 23  | Uzbequistão | M       | Jahongir Khoshimboev    |
| 26  | Uzbequistão | D       | Abdullokh Yoldoshev     |
| 27  | Uzbequistão | M       | Sobit Sindarov          |
| 32  | Uzbequistão | G       | Sukhrob Sultonov        |
| 55  | Uzbequistão | D       | Anzur Ismailov          |
| 70  | Uzbequistão | M       | Abubakr Rizo Turdialiev |
| 77  | Uzbequistão | M       | Lazizbek Mirzayev       |
| 99  | Uzbequistão | A       | Tulkin Ergashev         |

## Títulos
- Campeonato Uzbeque de Futebol (3): 2016, 2017, 2018
- Copa do Uzbequistão (3): 2014, 2016, 2017
- Supercopa do Uzbequistão (2): 2015, 2019